# Enigmaleo
Enigmaleo is een geslacht van uitgestorven buidelleeuwen dat leefde in het Mioceen op het Australische continent. 

## Fossiele vondst
Van Enigmaleo is slechts één fossiel gevonden, een bovenste kies, die werd gevonden in Riversleigh in Queensland. 

## Kenmerken
Enigmaleo was een kleine buidelleeuw met een geschat gewicht van één kilogram en het dier zat wat betreft formaat tussen Microleo en Lekaneleo in. Enigmaleo was waarschijnlijk een boombewonende carnivoor.